# دایتکیرخن
دایتکیرخن (به آلمانی: Dietkirchen) یک منطقهٔ مسکونی در آلمان است که در لیمبورگ آن در لان واقع شده‌است. دایتکیرخن ۱٬۷۲۴ نفر جمعیت دارد.